# Naoshi Komi
Naoshi Komi (古味直志, Komi Naoshi), né le 28 mars 1986, est un mangaka japonais. Il réalise plusieurs one shot avant de commencer sa première série, Double Arts, en 2008. Entre 2011 et 2016, il publie son œuvre Nisekoi.

## Œuvres
- 2007 : Island
- 2007 : Koi no Kami-sama
- 2007 : Williams
- 2008 : Double Arts
- 2008 : Personant
- 2008 : Apple
- 2011 - 2016 : Nisekoi
- 2016 : Tokidoki
- 2018 : e No Genten: Starting Point
- 2022 : Seijo no Chi